# Nevada, Texas
Nevada [nəˈveɪdə] är en ort i Collin County i Texas. Vid 2010 års folkräkning hade Nevada 822 invånare.